# Projeto de Vitalidade AARP/Zonas Azuis
O Projeto de Vitalidade AARP/Zonas Azuis (do inglês: AARP/Blue Zones Vitality Project) é uma iniciativa destinada a melhorar o bem-estar que começou em janeiro de 2009, quando a cidade de Albert Lea, Minnesota, lançou a iniciativa com assistência da United Health Foundation e liderada por Dan Buettner, autor de "The Blue Zones: Lessons for Living Longer From the People Who've Lived the Longest."

## Iniciativas do Projeto Vitalidade
As iniciativas do Projeto Vitalidade foram divididas em categorias como habitat, redes sociais, comunidade e propósito. Algumas iniciativas foram específicas de uma categoria, enquanto outras abrangeram diversas categorias.
- Programa Walking Moai: Mais de 500 participantes formaram aproximadamente 70 "moais de caminhada", grupos de 4 a 10 caminhantes que se reuniam semanalmente para caminhar até um destino definido e voltar. Juntos, eles caminharam mais de 75 milhões de passos e realizaram mais de 2.200 horas de trabalho voluntário.[6][7]
- Comboios escolares: Este programa recrutou pais e voluntários para levar grupos de crianças até as escolas primárias, promovendo caminhadas, construindo redes sociais e aumentando a segurança.[8]
- Vitality Compass: Uma ferramenta online que avalia os hábitos dos participantes e fornece uma expectativa de vida aproximada. Os participantes responderam à investigação no início e no final do programa, com a expectativa média de vida aumentando em três anos.[9]
- Voluntariado: Os participantes foram incentivados a voluntariarem-se na sua comunidade.[10]
- Empregadores: Os empregadores foram incentivados a tornar os seus ambientes de trabalho mais propícios a práticas que conduzam a uma boa saúde. Por exemplo, alguns empregadores acrescentaram alternativas saudáveis às máquinas de venda automática.[11]
- Mercearias: As mercearias foram incentivadas a oferecer alimentos que se pensa gerarem melhor saúde e aumento da esperança de vida.[12][13]
- Piqueniques de bairro: Para incentivar a construção da comunidade e o networking social, foram realizados vários piqueniques de bairro, e todos num determinado bairro foram convidados a participar.[14]
- Hortas Comunitárias: Espaço disponibilizado aos cidadãos de Albert Lea para plantar hortaliças e flores, promovendo a jardinagem urbana.[15]
- Workshops de Propósito: Workshops gratuitos focados em ajudar os indivíduos a encontrar o seu sentido de propósito,[16] liderados por especialistas reconhecidos.[17]

## Caminhabilidade
No início do Projeto Vitalidade, os organizadores convidaram Dan Burden para falar com os líderes comunitários e fazer uma “auditoria de caminhabilidade” Nesta auditoria, Burden visitou Albert Lea a pé e apontou formas pelas quais a cidade poderia tornar Albert Lea mais fácil de caminhar. Desde então, a cidade adicionou uma calçada que conecta vários trechos de um caminho bastante movimentado ao redor do Lago Fountain.

## Sustentabilidade
A cidade também criou um comité de sustentabilidade focado na manutenção das práticas implementadas. O objetivo é que Albert Lea tenha um Centro de Vitalidade onde líderes de outras cidades, organizações e indivíduos possam aprender como fazer pequenas mudanças no estilo de vida em comunidade pode ajudar a melhorar a saúde e a expectativa de vida.
Em 26 de outubro de 2009, a Câmara Municipal de Albert Lea votou para designar o nível inferior do Edifício de Apartamentos Jacobson na Avenida Broadway, no centro de Albert Lea, como o Centro de Vitalidade. O espaço foi remodelado e atualizado para acomodar o Centro de Vitalidade. A meta da cidade era que o Centro de Vitalidade fosse inaugurado no primeiro semestre de 2010.

## Cobertura dos média e resultados
O Projeto Vitalidade foi destaque em diversos meios de comunicação e publicações. Entre eles estão Good Morning America, USA Today, Minneapolis Star Tribune, e Minnesota Public Radio.
De acordo com o Star Tribune, em 2015, o projeto resultou num aumento de 70% nas caminhadas na cidade, uma diminuição do tabagismo em 4% e uma perda combinada de 4 toneladas de peso nos participantes do programa. Devido ao sucesso do projeto piloto em Albert Lea, a iniciativa colaborou com a Healthways e expandiu-se para as cidades litorâneas de Los Angeles - Hermosa, Redondo e Manhattan Beach - a partir de uma lista de 55 candidatas. Ao longo de três anos, as medições da Gallup-Healthways mostraram uma melhoria notável no bem-estar, incluindo uma redução de 14% na obesidade (em comparação com 3% em todo o estado na Califórnia), uma diminuição de 30% no tabagismo e melhores hábitos alimentares e aumento da atividade física. No Iowa, foi implementada uma iniciativa em todo o estado e foram observadas reduções significativas nas taxas de obesidade e nos custos de saúde no estado, com estatísticas estimando US$ 5 mil milhões em economias de saúde ao longo de uma década. Segundo eles, o projeto Blue Zones espalhou-se por mais de 70 comunidades em toda a América do Norte e impactou aproximadamente 4,35 milhões de pessoas.